# Xerophyta suaveolens
Xerophyta suaveolens är en enhjärtbladig växtart som först beskrevs av S. Greves, och fick sitt nu gällande namn av Nanuza Luiza de Menezes. Xerophyta suaveolens ingår i släktet Xerophyta och familjen Velloziaceae.

## Underarter
Arten delas in i följande underarter:
- X. s. suaveolens
- X. s. vestita